# Disonycha stenosticha
Disonycha stenosticha är en skalbaggsart som beskrevs av Schaeffer 1931. Disonycha stenosticha ingår i släktet Disonycha och familjen bladbaggar. Inga underarter finns listade i Catalogue of Life.